# Клэрголуэй
Клэрголуэй (англ. Claregalway; ирл. Baile Chláir) — деревня в Ирландии, находится в графстве Голуэй (провинция Коннахт).

## Демография
Население — 741 человек (по переписи 2006 года). В 2002 году население было 562 человек.
Данные переписи 2006 года:
| Общие демографические показатели |               |                               |                               |      |      |
| Всё население                    | Всё население | Изменения населения 2002—2006 | Изменения населения 2002—2006 | 2006 | 2006 |
| 2002                             | 2006          | чел.                          | %                             | муж. | жен. |
| 562                              | 741           | 179                           | 31,9                          | 369  | 372  |